# Angolanische Basketballnationalmannschaft der Damen
Die angolanische Basketballnationalmannschaft der Damen ist die Auswahl angolanischer Basketballspielerinnen, welche die Federação Angolana de Basquetebol auf internationaler Ebene, beispielsweise in Freundschaftsspielen gegen die Auswahlmannschaften anderer nationaler Verbände, aber auch bei internationalen Wettbewerben, repräsentiert. Größte Erfolge waren die Gewinne der Afrikameisterschaften 2011 und 2013 sowie die Teilnahme an den Olympischen Sommerspielen 2012 und der Weltmeisterschaft 2014. 1979 trat der nationale Verband dem Weltverband Fédération Internationale de Basketball (FIBA) bei. Im Juni 2014 wurde die Mannschaft auf dem 20. Platz in der Weltrangliste der Frauen geführt.

## Internationale Wettbewerbe

### Angola bei Weltmeisterschaften
Die Mannschaft konnte sich durch den Gewinn der Afrikameisterschaft 2013 für die Weltmeisterschaft 2014 qualifizieren. Dies war die erste Teilnahme bei einer WM.
| - 2014: 16. Platz |

### Angola bei Olympischen Spielen
Bisher gelang es der Mannschaft durch den Gewinn der Afrikameisterschaft 2011 einmal, sich für die olympischen Basketballwettbewerbe zu qualifizieren. Bei den Olympischen Sommerspielen 2012 in London belegte die Mannschaft unter zwölf Teilnehmern den letzten Platz.

### Angola bei Afrikameisterschaften
Die Mannschaft kann bisher 15 Teilnahmen an der Afrikameisterschaft vorweisen. Dabei konnte das Nationalteam den Wettbewerb zweimal gewinnen und belegte fünfmal den dritten Platz.
| - 1966: nicht qualifiziert - 1968: nicht qualifiziert - 1970: nicht qualifiziert - 1974: nicht qualifiziert - 1977: nicht qualifiziert - 1979: nicht qualifiziert - 1981: 3. Platz - 1983: 6. Platz - 1984: 7. Platz - 1986: 3. Platz - 1990: 5. Platz | - 1993: 6. Platz - 1994: 3. Platz - 1997: 5. Platz - 2000: 5. Platz - 2003: 4. Platz - 2005: 6. Platz - 2007: 3. Platz - 2009: 3. Platz - 2011: Afrikameister - 2013: Afrikameister |

### Angola bei den Afrikaspielen
Die Damen-Basketballnationalmannschaft Angolas gewann bei den Wettbewerben der Afrikaspiele insgesamt zweimal die Silbermedaille (1987, 2011) sowie einmal Bronze (2007). Außerdem belegte Angola bei den Wettbewerben 2003 den vierten Rang.

## Kader
| Spieler | Spieler            | Spieler           | Spieler | Spieler | Spieler  | Spieler               |
| Nr.     | Name               | Geburt            | Größe   | Info    | Einsätze | Verein                |
| ------- | ------------------ | ----------------- | ------- | ------- | -------- | --------------------- |
|         |                    | Guards (PG, SG)   |         |         |          |                       |
| 4       | Fineza Eusébio     | 18.07.1990        | 168     |         |          | CD Primeiro de Agosto |
| 5       | Elsa Eduardo       | 23.07.1989        | 170     |         |          | GD Interclube         |
| 6       | Rosa Gala          | 17.04.1995        | 173     |         |          | CD Primeiro de Agosto |
| 9       | Artemis Afonso     | 06.01.1993        | 179     |         |          | Olivais do Coimbra    |
| 15      | Ngiendula Filipe   | 20.05.1982        | 180     |         |          | GD Interclube         |
|         |                    | Forwards (SF, PF) |         |         |          |                       |
| 7       | Helena Viegas      | 27.04.1995        | 173     |         |          | Universidade Lusíada  |
| 8       | Ana Gonçalves      | 03.01.1993        | 182     |         |          | CD Primeiro de Agosto |
| 10      | Sónia Guadalupe    | 15.09.1985        | 188     |         |          | CD Primeiro de Agosto |
| 13      | Nacissela Mauricio | 02.06.1980        | 186     |         |          | CD Primeiro de Agosto |
| 14      | Nadir Manuel       | 30.11.1986        | 188     |         |          | GD Interclube         |
|         |                    | Center (C)        |         |         |          |                       |
| 11      | Luisa Tomas        | 24.03.1983        | 192     |         |          | CD Primeiro de Agosto |
| 12      | Angelina Golome    | 23.03.1988        | 190     |         |          | GD Interclube         |

| Trainer | Trainer        | Trainer          |
| Nat.    | Name           | Position         |
| ------- | -------------- | ---------------- |
| Angola  | Aníbal Moreira | Cheftrainer      |
| Angola  | Elisa Pires    | Trainerassistent |
| Angola  | Pedro Santos   | Assistenztrainer |

| Legende               | Legende            |
| Abk.                  | Bedeutung          |
| --------------------- | ------------------ |
| (C)                   | Mannschaftskapitän |
| Quellen               |                    |
| Teamhomepage          |                    |
| Ligahomepage          |                    |
| Stand: September 2014 |                    |

| Legende               | Legende            |
| Abk.                  | Bedeutung          |
| --------------------- | ------------------ |
| (C)                   | Mannschaftskapitän |
| Quellen               |                    |
| Teamhomepage          |                    |
| Ligahomepage          |                    |
| Stand: September 2014 |                    |